# TT Assen 1952
De TT Assen 1952 was de derde race van het wereldkampioenschap wegrace van  dit seizoen. De races werden verreden op zaterdag 28 juni op het Circuit van Drenthe vlak bij Assen. In deze Grand Prix kwamen vier klassen aan de start: 500 cc, 350 cc, 250 cc en 125 cc.

## Algemeen
De 250cc-klasse startte voor het eerst tijdens de TT van Assen. 

## 500cc-klasse

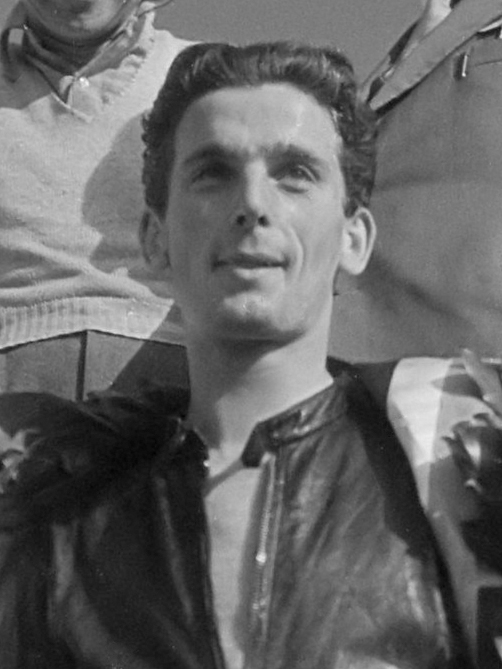
Umberto Masetti, winnaar 500cc-klasse

Voor het eerst in dit seizoen haalde Geoff Duke met de Norton 30M de finish, maar hij kwam een seconde tekort om Umberto Masetti te verslaan. Masetti scoorde ook zijn eerste punten, maar het team van Gilera was dan ook niet naar de TT van Man afgereisd. Reg Armstrong, die aan de leiding van het WK stond, hield de schade beperkt door vierde te worden. Het team van MV Agusta bleef weer puntloos, met Les Graham op de zevende plaats en Carlo Bandirola die uitviel. Rod Coleman stuurde de AJS E95 naar de vijfde plaats, een grote teleurstelling voor AJS, dat de machine door Harry Hatch helemaal had laten vernieuwen.
| Pos | Coureur           | Merk      | Tijd      | Punten |
| --- | ----------------- | --------- | --------- | ------ |
| 1   | Umberto Masetti   | Gilera    | 1:56"03'9 | 8      |
| 2   | Geoff Duke        | Norton    | +1'1      | 6      |
| 3   | Ken Kavanagh      | Norton    | +1"08'1   | 4      |
| 4   | Reg Armstrong     | Norton    | +1"46'1   | 3      |
| 5   | Rod Coleman       | AJS       | +3"04'1   | 2      |
| 6   | Nello Pagani      | Gilera    | +3"05'1   | 1      |
| 7   | Les Graham        | MV Agusta | +3"07'1   |        |
| 8   | Libero Liberati   | Gilera    | +6"21'1   |        |
| 9   | Jack Brett        | AJS       | +1 ronde  |        |
| 10  | Ken Mudford       | Norton    | +1 ronde  |        |
| 11  | Lous van Rijswijk | Matchless | +1 ronde  |        |
| 12  | Geoffrey Read     | Norton    | +2 ronden |        |
| 13  | Piet Bakker       | BMW       | +2 ronden |        |
| 14  | Drikus Veer       | Triumph   | +2 ronden |        |

| Coureur             | Merk      | Oorzaak |
| ------------------- | --------- | ------- |
| Rally Dean          | Norton    |         |
| Alfredo Milani      | Gilera    |         |
| Dean Hollier        | Norton    |         |
| Henk Steman         | Norton    |         |
| Tony McAlpine       | Norton    |         |
| Humphrey Ranson     | Norton    |         |
| Lo Simons           | Norton    |         |
| Arthur Wheeler      | Norton    |         |
| Ray Amm             | Norton    |         |
| Cees Fokke-Bosch    | Norton    |         |
| Syd Lawton          | AJS       |         |
| Bob Matthews        | Matchless |         |
| Simon Sandys-Winsch | Velocette |         |
| Carlo Bandirola     | MV Agusta |         |
| Sid Mason           | Norton    |         |
| Ernie Ring          | Matchless |         |

| Coureur           | Merk   | Oorzaak  |
| ----------------- | ------ | -------- |
| Auguste Goffin    | Norton |          |
| Hans Baltisberger | BMW    |          |
| Bill Doran        | AJS    | Blessure |
| Bill Lomas        | AJS    |          |
| Cromie McCandless | Norton |          |
| John Surtees      | Norton |          |
| Phil Carter       | Norton |          |
| Giuseppe Colnago  | Gilera |          |

### Top tien tussenstand 500cc-klasse
| Pos | Coureur         | Merk      | Ptn |
| --- | --------------- | --------- | --- |
| 1   | Reg Armstrong   | Norton    | 11  |
| 2   | Jack Brett      | AJS       | 8   |
| 2   | Umberto Masetti | Gilera    | 8   |
| 4   | Rod Coleman     | AJS       | 7   |
| 5   | Bill Doran      | AJS       | 6   |
| 5   | Les Graham      | MV Agusta | 6   |
| 5   | Geoff Duke      | Norton    | 6   |
| 8   | Ray Amm         | Norton    | 5   |
| 9   | Nello Pagani    | Gilera    | 4   |
| 9   | Ken Kavanagh    | Norton    | 4   |

## 350cc-klasse
In de 350cc-race scoorde Geoff Duke zijn derde overwinning op een rij. Zijn teamgenoot Ray Amm werd tweede en passeerde Rod Coleman en Reg Armstrong in de stand om het wereldkampioenschap, maar Duke had nu al een enorme voorsprong. 
| Pos | Coureur       | Merk   | Tijd | Punten |
| --- | ------------- | ------ | ---- | ------ |
| 1   | Geoff Duke    | Norton |      | 8      |
| 2   | Ray Amm       | Norton |      | 6      |
| 3   | Rod Coleman   | AJS    |      | 4      |
| 4   | Reg Armstrong | Norton |      | 3      |
| 5   | Ken Kavanagh  | Norton |      | 2      |
| 6   | Jack Brett    | AJS    |      | 1      |

| Coureur        | Merk      |
| -------------- | --------- |
| Ernie Ring     | AJS       |
| Auguste Goffin | Norton    |
| Ewald Kluge    | DKW       |
| Roland Schnell | Horex     |
| Bill Lomas     | AJS       |
| George Brown   | AJS       |
| Les Graham     | Velocette |
| Mike O'Rourke  | AJS       |
| Robin Sherry   | AJS       |
| Syd Lawton     | AJS       |

### Top negen tussenstand 350cc-klasse
(Slechts negen coureurs hadden al punten gescoord.)
| Pos | Coureur       | Merk   | Ptn |
| --- | ------------- | ------ | --- |
| 1   | Geoff Duke    | Norton | 24  |
| 2   | Rod Coleman   | AJS    | 14  |
| 3   | Reg Armstrong | Norton | 13  |
| 4   | Ray Amm       | Norton | 7   |
| 5   | Syd Lawton    | AJS    | 4   |
| 5   | Jack Brett    | AJS    | 4   |
| 7   | Bill Lomas    | AJS    | 3   |
| 8   | Ken Kavanagh  | Norton | 2   |
| 9   | George Brown  | AJS    | 1   |

## 250cc-klasse

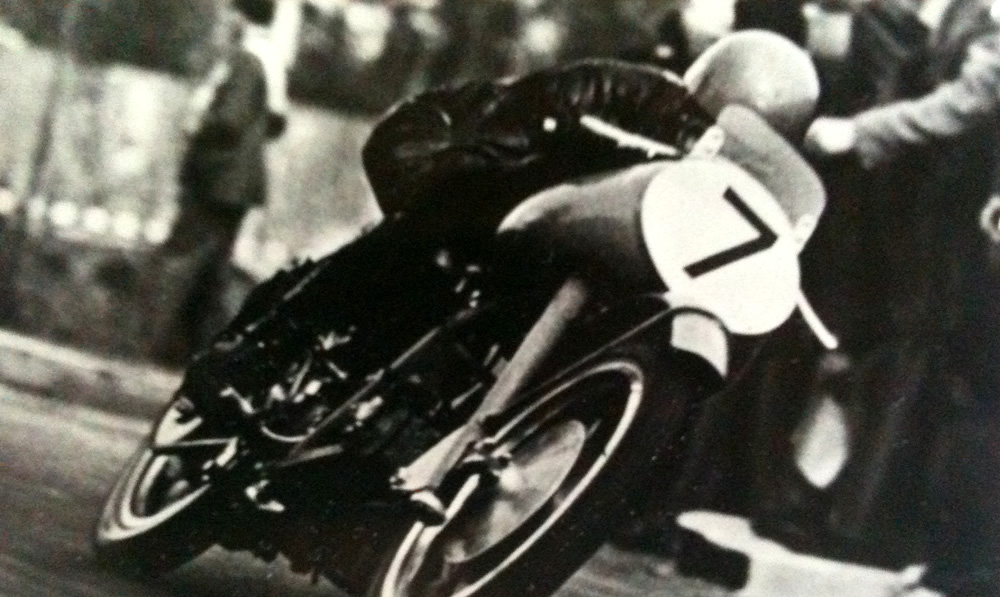
Enrico Lorenzetti, winnaar 250cc-klasse

Bruno Ruffo kon net als in de TT van Man de snelste ronde niet omzetten in een overwinning. Die ging naar Enrico Lorenzetti. Omdat Fergus Anderson derde werd bleef hij aan kop in het wereldkampioenschap, maar hij moest die positie nu delen met Lorenzetti. 
| Pos | Coureur           | Merk       | Tijd    | Punten |
| --- | ----------------- | ---------- | ------- | ------ |
| 1   | Enrico Lorenzetti | Moto Guzzi | 1"12'30 | 8      |
| 2   | Bruno Ruffo       | Moto Guzzi |         | 6      |
| 3   | Fergus Anderson   | Moto Guzzi |         | 4      |
| 4   | Arthur Wheeler    | Moto Guzzi |         | 3      |
| 5   | Bill Webster      | Velocette  |         | 2      |
| 6   | Sieb Postma       | Moto Guzzi |         | 1      |

| Coureur            | Merk       |
| ------------------ | ---------- |
| Ewald Kluge        | DKW        |
| Gotthilf Gehring   | Moto Guzzi |
| Hein Thorn Prikker | Moto Guzzi |
| Hermann Gablenz    | Horex      |
| Rudi Felgenheier   | DKW        |
| Werner Haas        | NSU        |
| Benny Rood         | Velocette  |
| Les Graham         | Benelli    |
| Maurice Cann       | Moto Guzzi |
| Ray Petty          | Norton     |
| Ron Mead           | Velocette  |
| Syd Lawton         | Moto Guzzi |
| Alano Montanari    | Moto Guzzi |
| Bruno Francisci    | Moto Guzzi |
| Nino Grieco        | Parilla    |
| Roberto Colombo    | NSU        |

### Top tien tussenstand 250cc-klasse
| Pos | Coureur           | Merk                   | Ptn |
| --- | ----------------- | ---------------------- | --- |
| 1   | Fergus Anderson   | Moto Guzzi             | 20  |
| 1   | Enrico Lorenzetti | Moto Guzzi             | 20  |
| 3   | Les Graham        | Benelli                | 7   |
| 3   | Bruno Ruffo       | Moto Guzzi             | 7   |
| 5   | Syd Lawton        | Moto Guzzi             | 4   |
| 6   | Alano Montanari   | Moto Guzzi             | 3   |
| 6   | Arthur Wheeler    | Moto Guzzi             | 3   |
| 8   | Maurice Cann      | Moto Guzzi             | 2   |
| 8   | Nino Grieco       | Parilla                | 2   |
| 8   | Bill Webster      | Pike-Rudge / Velocette | 2   |

## 125cc-klasse
Cecil Sandford won ook de tweede 125cc-race van het seizoen en bewees daarmee dat de MV Agusta 125 Bialbero nu eindelijk rijp was voor de wereldtitel. Carlo Ubbiali werd met de Mondial 125 Bialbero voor de tweede keer tweede. 
| Pos | Coureur        | Merk      | Tijd    | Punten |
| --- | -------------- | --------- | ------- | ------ |
| 1   | Cecil Sandford | MV Agusta | 54"43'6 | 8      |
| 2   | Carlo Ubbiali  | Mondial   |         | 6      |
| 3   | Luigi Zinzani  | Morini    |         | 4      |
| 4   | Guido Sala     | MV Agusta |         | 3      |
| 5   | Angelo Copeta  | MV Agusta |         | 2      |
| 6   | Lo Simons      | Mondial   |         | 1      |

| Coureur         | Merk   | Oorzaak |
| --------------- | ------ | ------- |
| Emilio Mendogni | Morini | Motor   |

| Coureur             | Merk      |
| ------------------- | --------- |
| Hermann Paul Müller | Mondial   |
| Hubert Luttenberger | NSU       |
| Werner Haas         | NSU       |
| Ashley Len Parry    | Mondial   |
| Bill Lomas          | MV Agusta |
| Charlie Salt        | MV Agusta |
| Frank Burman        | EMC-Puch  |
| Les Graham          | MV Agusta |
| Emilio Mendogni     | Morini    |
| Romolo Ferri        | Morini    |
| Cromie McCandless   | Mondial   |

### Top negen tussenstand 125cc-klasse
(Slechts negen coureurs hadden al punten gescoord.)
| Pos | Coureur           | Merk      | Ptn |
| --- | ----------------- | --------- | --- |
| 1   | Cecil Sandford    | MV Agusta | 16  |
| 2   | Carlo Ubbiali     | Mondial   | 12  |
| 3   | Angelo Copeta     | MV Agusta | 4   |
| 3   | Ashley Len Parry  | Mondial   | 4   |
| 3   | Luigi Zinzani     | Morini    | 4   |
| 6   | Cromie McCandless | Mondial   | 3   |
| 6   | Guido Sala        | MV Agusta | 3   |
| 8   | Frank Burman      | EMC-Puch  | 1   |
| 8   | Lo Simons         | Mondial   | 1   |

1925 · 1926 · 1927 · 1928 · 1929 · 1930 · 1931 · 1932 · 1933 · 1934 · 1935 · 1936 · 1937 · 1938 · 1939 · 1940–1945 · 1946 · 1947 · 1948 · 1949 · 1950 · 1951 · 1952 · 1953 · 1954 · 1955 · 1956 · 1957 · 1958 · 1959 · 1960 · 1961 · 1962 · 1963 · 1964 · 1965 · 1966 · 1967 · 1968 · 1969 · 1970 · 1971 · 1972 · 1973 · 1974 · 1975 · 1976 · 1977 · 1978 · 1979 · 1980 · 1981 · 1982 · 1983 · 1984 · 1985 · 1986 · 1987 · 1988 · 1989 · 1990 · 1991 · 1992 · 1993 · 1994 · 1995 · 1996 · 1997 · 1998 · 1999 · 2000 · 2001 · 2002 · 2003 · 2004 · 2005 · 2006 · 2007 · 2008 · 2009 · 2010 · 2011 · 2012 · 2013 · 2014 · 2015 · 2016 · 2017 · 2018 · 2019 · 2021 · 2022 · 2023 · 2024 · 2025